# Henryita
La henryita és un mineral de la classe dels sulfurs. El seu nom fa honor a Norman Fordyce McKerron Henry (1909-1983), mineralogista i microscopista de la Universitat de Cambridge, Regne Unit. Fou descoberta el 1983 a Bisbee, Comtat de Cochise, Arizona, Estats Units. Fou descrita per A.J. Criddle, C.J, Stanley, J.E. Chisholm i E.E. Fejer.

## Característiques
La henryita és un mineral de coure, argent i tel·luri, químicament és un tel·lurur de coure i argent, de fórmula Cu₄Ag₃Te₄. El seu color pot ser gris o cel pàl·lid. La seva duresa és de 3,5 a l'escala de Mohs, molt semblant a la de l'esfalerita. La seva densitat és de 7,86 g/cm³, i cristal·litza en el sistema cúbic. Es pot presentar en forma de grans anèdrics (granular, sense forma definida de cristall) o en forma de cristalls microscòpics (cristalls visibles només amb microscopis). Té una lluentor metàl·lica i una diafanitat opaca.
Segons la classificació de Nickel-Strunz, la henryita pertany a «02.BA: sulfurs metàl·lics amb proporció M:S > 1:1 (principalment 2:1) amb coure, argent i/o or» juntament amb els següents minerals: calcocita, djurleita, geerita, roxbyita, anilita, digenita, bornita, bellidoita, berzelianita, athabascaïta, umangita, rickardita, weissita, acantita, mckinstryita, stromeyerita, jalpaïta, selenojalpaïta, eucairita, aguilarita, naumannita, cervel·leïta, hessita, chenguodaita, stützita, argirodita, canfieldita, putzita, fischesserita, penzhinita, petrovskaïta, petzita, uytenbogaardtita, bezsmertnovita, bilibinskita i bogdanovita.

## Formació i jaciments
La henryita és d'origen hidrotermal, amb altres tel·lururs de coure i argent. Es pot trobar associada a altres minerals com hessita, petzita, silvanita, altaïta, rickardita i pirita. A banda de la seva localitat tipus (Bisbee, Arizona), també se n'ha trobat henryita a la mina Bambollita (Moctezuma, Mèxic) i a la mina Ashanti (Obuasi, Ghana).